# Anna Amalia van Pruisen
Anna Amalia van Pruisen (Berlijn, 3 november 1723 - Berlijn, 30 maart 1787) was de jongste dochter van Frederik Willem I van Pruisen en van Sophia Dorothea van Hannover, de dochter van koning George I van Groot-Brittannië. Anna hield veel van muziek en bespeelde harp, fluit en viool. Ze was de jongste zus van de Pruisische koning Frederik de Grote.
Ze zou een - geschiedkundig niet aantoonbare - affaire hebben gehad met de officier en avonturier Friedrich von der Trenck. Haar broer Frederik liet von der Trenck in 1745 zonder aanklacht opsluiten in de vesting Gladz, vermoedelijk op verdenking van spionagecontacten met zijn broer Franz von der Trenck. Amalia huwde nooit en zou in de loop der jaren steeds eigenwijzer, kwaadwilliger en sarcastischer worden, althans volgens de hofchroniqueurs.
In 1756 maakte Frederik haar abdis van de abdij van Quedlinburg. Ze verbleef echter zelden in het klooster en bracht het grootste deel van haar tijd door in Berlijn, waar zij bekend werd als componiste. 

## Anna Amalia als muzikante
Amalia's vader Frederik Willem I van Pruisen, de Soldatenkoning, was niet gesteld op muziek en daarom kon ze pas na zijn dood beginnen met muziekstudie. Ze was een leerlinge van Johann Kirnberger en componeerde zelf, voornamelijk cantates, koralen en marsen. Amalia was ook een belangrijke verzamelaarster van oude muziek. Op 17-jarige leeftijd kreeg zij klavecimbelles; vier jaar later begon zij te componeren, alhoewel zij in 1758 contrapunt studeerde bij de Bach-leerling Johann Philipp Kirnberger. Van haar zijn werken voor blazersensemble (Harmoniemusik) bekend, zoals Drie marsen, voor 2 hobo's, fagot, hoorn en trompet; Mars voor het Regiment van Graaf Lottum (1767); Mars voor het Regiment van General Bülow (1767); Mars voor het Regiment van generaal-lieutenant von Saldern, voor 2 hobo's, fagot en trompet (1769) en de Mars voor het Regiment van generaal von Möllendorf, voor 2 hobo's, fagot, 3 trompetten en pauken. Verder schreef zij een cantate, koralen, liederen en kamermuziek.
Aan het hofleven nam ze vooral deel tijdens de Zevenjarige Oorlog. Na de Slag bij Hochkirch in 1758 bracht ze onmiddellijk een bezoek aan het legerkamp van haar broer. 